# Isabelia violacea
Isabelia violacea är en orkidéart som först beskrevs av John Lindley, och fick sitt nu gällande namn av C.Van den Berg och Mark W. Chase. Isabelia violacea ingår i släktet Isabelia och familjen orkidéer. Inga underarter finns listade i Catalogue of Life.

## Bildgalleri

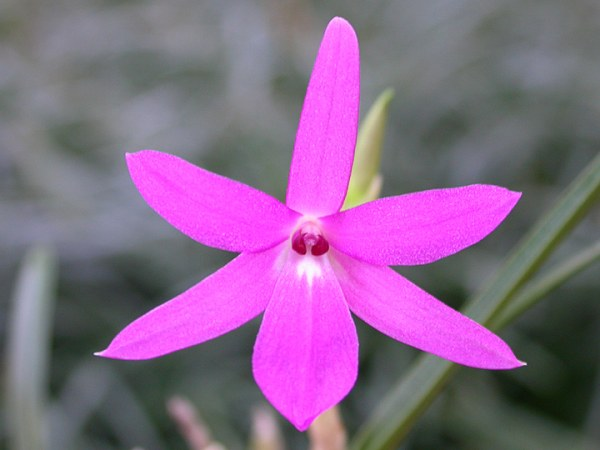
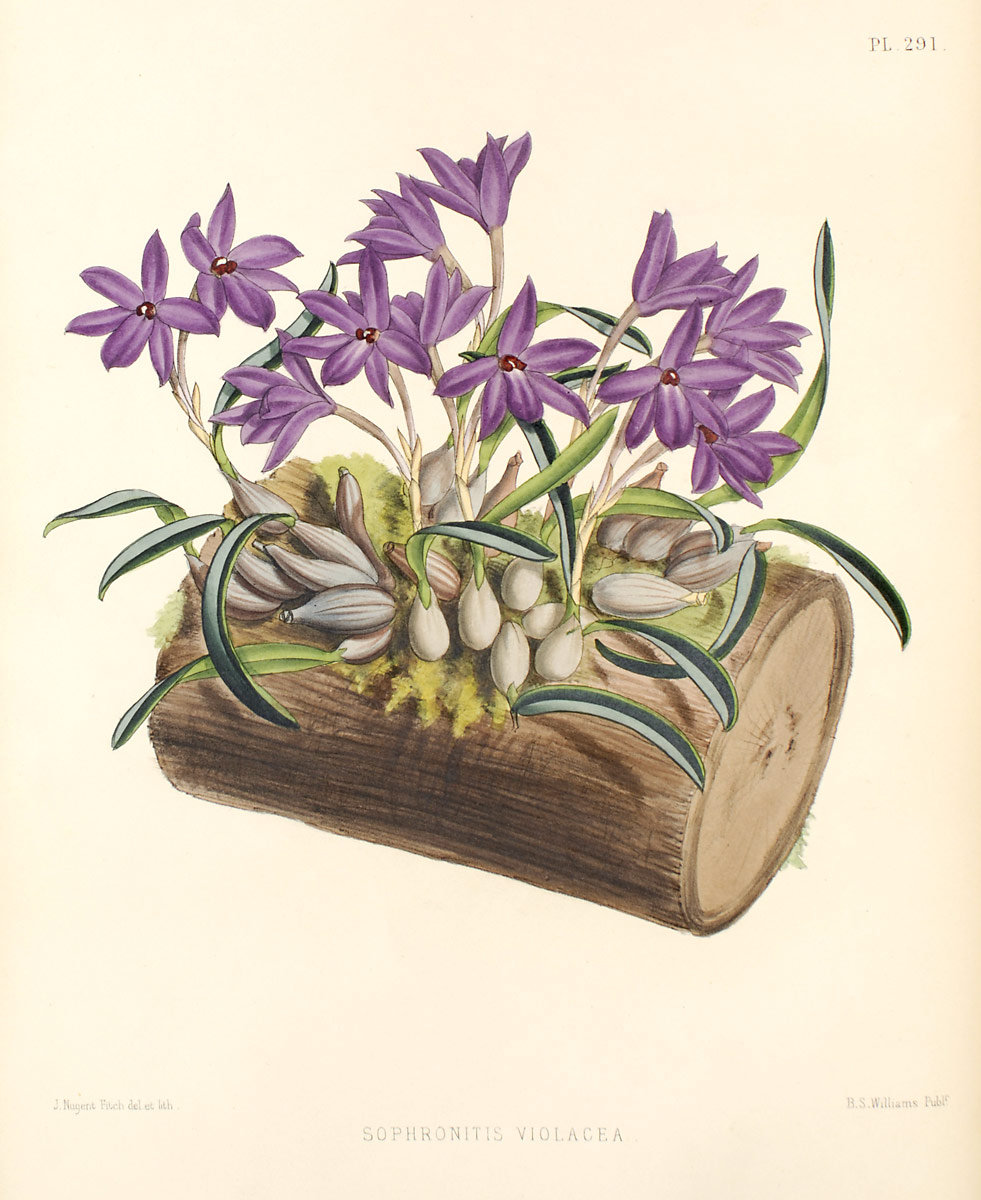